# 基德縣
基德县（英語：Kidder County）是位於美國北達科他州中部的一個縣。面積2,753平方公里。根據美國2000年人口普查，共有人口3,712人。縣治斯蒂爾 （Steele）。
成立於1873年1月4日，縣政府成立於1881年3月22日。縣名紀念達科他準州國會代表傑佛遜·P·基德 （Jefferson Parish Kidder）。